# Adam Rybakowicz
Adam Rybakowicz (ur. 4 kwietnia 1984 w Augustowie) – polski przedsiębiorca, poseł na Sejm VII kadencji.

## Życiorys
W 2002 zaczął prowadzić działalność gospodarczą, został właścicielem kilku sklepów spożywczych. W 2005 ukończył Liceum Ogólnokształcące BETA, później rozpoczął studia politologiczne. W 2011 objął funkcję przewodniczącego Ruchu Palikota w województwie podlaskim. W wyborach parlamentarnych w tym samym roku uzyskał mandat poselski, kandydując z 1. miejsca na liście tej partii w okręgu białostockim i otrzymując 11 792 głosy. W 2013, w wyniku przekształcenia Ruchu Palikota, został działaczem partii Twój Ruch. Pełnił funkcję przewodniczącego jej podlaskich struktur. W 2014 kandydował też z ramienia komitetu Nowoczesny Augustów na burmistrza Augustowa, zajmując ostatnie, 7. miejsce. W tych samych wyborach kandydował z listy TR do sejmiku podlaskiego (partia nie uzyskała mandatów). W marcu 2015, po rozpadzie klubu poselskiego TR, znalazł się w kole Ruch Palikota. W wyborach w 2015 nie uzyskał poselskiej reelekcji. W marcu 2019 został wybrany na członka zarządu krajowego Twojego Ruchu (partia rozwiązała się w styczniu 2023).